# 우울

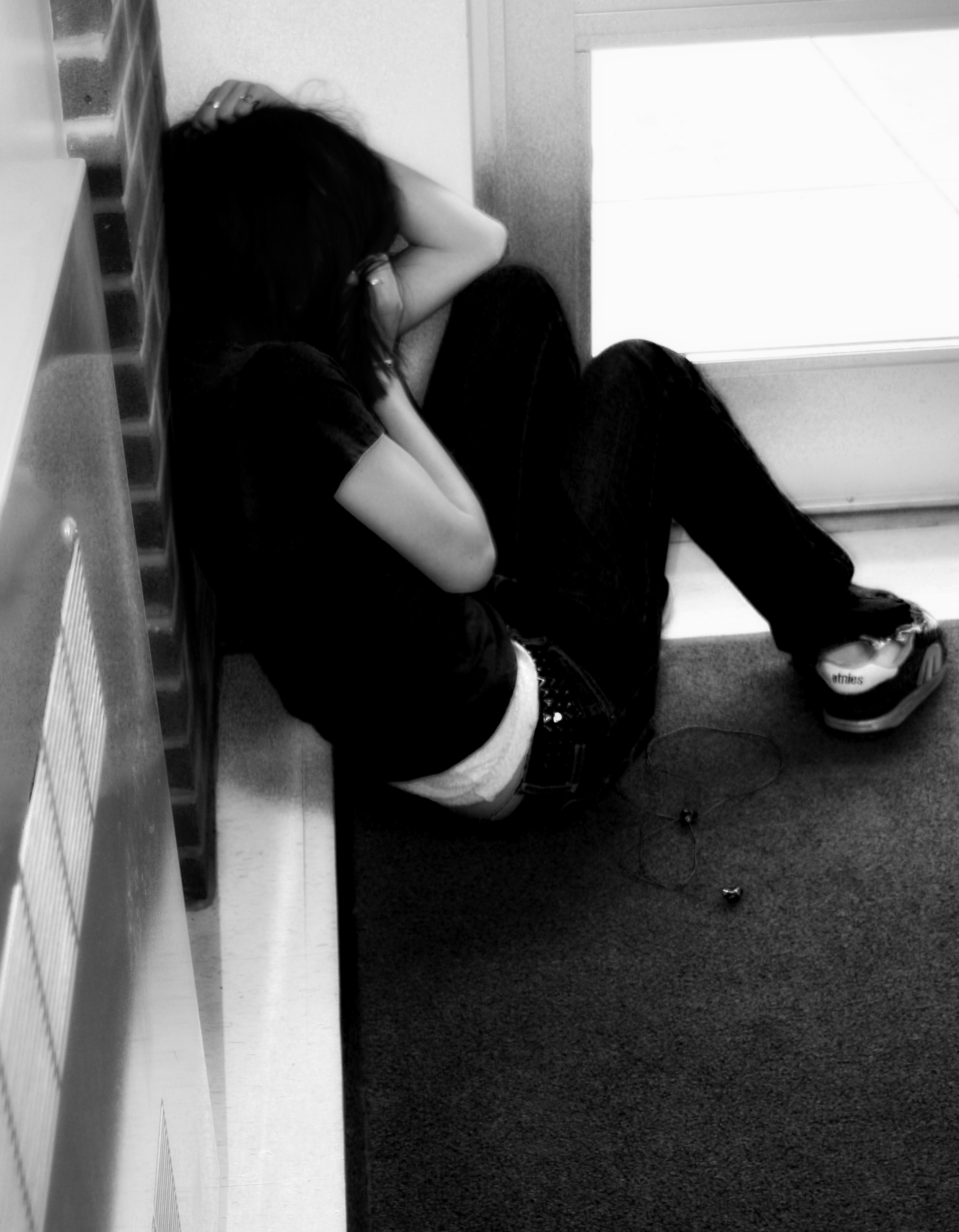

우울(憂鬱, 영어: depression)은 활동력 저하를 특징으로 하는 정신적 상태 (mental breakdown)를 가리킨다. 감정을 조절하는 뇌의 기능에 변화가 생겨 '부정적인 감정'이 나타난다. 양상은 다양하나, 주로 우울한 기분, 의욕·관심·정신활동의 저하, 초조 (번민), 식욕 저하, 수면의 증가 또는 감소, 불안감 등이 나타난다. 대인관계, 스트레스, 경제적 문제 등으로 인한 일시적인 우울감은 인간 심리에 있어 자연스러운 일이나, 그 정도나 기간 등이 비정상적인 경우 병리적인 상태로 볼 수 있다.
현대 정신의학에서는 심한 우울증 상태가 반복적으로 나타나는 경우 주요 우울장애 (반복성 우울장애)로 분류하여 심리적, 약물적 치료를 행하고 있다. 그러나 우울증은 치료제에 대한 반응이 사람마다 다르기 때문에 어떤 약이 맞을지 직접 복용하기 전까지는 알 수가 없다. 운이 좋으면 첫 시도에 약 효과를 볼 수도 있지만 대부분은 맞는 약을 찾을 때까지 여러 번 약을 바꾸게 된다. 이외에 증상이 유사한 여러 우울장애가 분류되어 있다. 세계 인구의 2~3%가 우울장애를 앓는 것으로 조사될 정도로 우울증은 드물지 않은 질환이다. 일부가 '마음의 감기'라 부르는 우울증은 누구나 걸릴 수 있지만, 제대로 치료하지 않으면 삶을 위협할 수 있는 위험한 질병이다. 한국 복지법에서는 조현병, 양극성 장애와 더불어 호전의 기미가 보이지 않는 우울장애를 정신장애로 인정하고 있다.

## 우울감
생물학 또는 생리학적으로 우울감은 슬픈 감정을 더 느끼는 경우보다 행복한 감정을 덜 느끼는 경우가 우울감에 대한 신뢰도면에서 유의미할 수 있음이 지속적으로 보고 되고있다.
한편 이러한 감정은 지속된 시간에서 그 강도가 비교될 수도있지만 긴 시간보다 상대적으로 매우 짧더라도 반복되는 횟수에서도 비교할 수 있다. 이러한 맥락은 예를 들어 스트레스가 취약성-스트레스 모델에서 보여지는 바와 같이 내적 요인이 스트레스(외적요인)에 더 증폭적으로 반응하는 것인지 반대로 외적요인에 대해서 내적요인이 취약한 것인지를 변별할 필요성을 제기할 수 있다.